# Макартур-Ривер-Майн (аэропорт)
Аэропорт Макартур-Ривер-Майн (англ. McArthur River Mine Airport) — небольшой региональный аэропорт в Австралии, расположенный в 70 км юго-западнее местечка Борролула, в районе залива Ропер (Северная территория), обслуживающий горнодобывающее предприятие Макартур-Ривер-Майн. Территория вокруг Аэропорта Макартур-Ривер-Майн почти полностью покрыта мусором и болотами. Климат жаркий и сухой. Средняя температура 29°С. Самый теплый месяц – октябрь (34°С), а самый холодный месяц - июнь  (24°С). Среднее количество осадков составляет 1,211 миллиметров в год. 